# Peso centroamericano
El peso centroamericano ($CA) es una moneda creada en 1961. Es utilizada por las instituciones del Sistema de Integración Centroamericano. Tiene un valor igual al dólar estadounidense (USD) y se divide en 100 centavos. El Consejo Monetario Centroamericano es el organismo que puede modificar la unidad de cuenta, su denominación, fijar su valor, establecer equivalencias con otras monedas y su uso. El «Arancel Centroamericano de Importación» está expresado en pesos centroamericanos.